# Francesco Janich
Francesco Janich (Udine, 27 maart 1937 - Nemi, 2 december 2019) was een Italiaanse voetballer. Hij was een verdediger.

## Club carrière
Hij heeft gespeeld bij Atalanta Bergamo, Bologna FC 1909, SS Lazio, Bologna FC 1909 en SSD Sporting Lucchese. Hij heeft honderden wedstrijden gespeeld waarin hij nooit een doelpunt heeft gemaakt. Ook heeft hij in zijn professionele carrière nooit een directe rode kaart gekregen.

## Internationale carrière
Hij heeft in totaal 6 wedstrijden gespeeld voor het Italiaans voetbalelftal. Hij heeft gespeeld op het Wereldkampioenschap voetbal 1962 en 1966.

## Erelijst
- Serie A 1963/64 (Bologna FC 1909)
- Coppa Italia 1957/58, 1969/70 (SS Lazio, Bologna FC 1909)
- Mitropacup 1960/61 (Bologna FC 1909)